# Grande Prêmio do Japão de 2024
O Grande Prêmio do Japão de 2024 (formalmente denominado Formula 1 MSC Cruises Japanese Grand Prix 2024) foi a quarta etapa do Campeonato Mundial de Fórmula 1 de 2024, disputada em 7 de abril de 2024 no Circuito de Suzuka, Suzuka, Japão.

## Resumo
Max Verstappen conquistou a 57° vitória após o abandono no Grande Prêmio anterior devido á um problema com o freio traseiro direito. E com dobradinha da Red Bull com Sérgio Perez em segundo lugar.
Yuki Tsunoda (piloto da casa) marcou seus primeiros pontos em casa ao terminar em 10º. Em 2022 ficou em 13º e em 2023 na 12º. Tsunoda é o quinto piloto japonês a marca pontos em Suzuka e se junta ao lado de Satoru Nakajima, Aguri Suzuki, Takuma Sato e Kamui Kobayashi.

## Resultados

#### Treino classificatório
| Pos.                | N° | Piloto           | Construtor                 | Tempos classificatórios | Tempos classificatórios | Tempos classificatórios | Grid final |
| Pos.                | N° | Piloto           | Construtor                 | Q1                      | Q2                      | Q3                      | Grid final |
| ------------------- | -- | ---------------- | -------------------------- | ----------------------- | ----------------------- | ----------------------- | ---------- |
| 1                   | 1  | Max Verstappen   | Red Bull Racing-Honda RBPT | 1:28.866                | 1:28.740                | 1:28.197                | 1          |
| 2                   | 11 | Sergio Pérez     | Red Bull Racing-Honda RBPT | 1:29.303                | 1:28.752                | 1:28.263                | 2          |
| 3                   | 4  | Lando Norris     | McLaren-Mercedes           | 1:29.536                | 1:28.940                | 1:28.489                | 3          |
| 4                   | 55 | Carlos Sainz Jr. | Ferrari                    | 1:29.513                | 1:29.099                | 1:28.682                | 4          |
| 5                   | 14 | Fernando Alonso  | Aston Martin-Mercedes      | 1:29.254                | 1:29.082                | 1:28.686                | 5          |
| 6                   | 81 | Oscar Piastri    | McLaren-Mercedes           | 1:29.425                | 1:29.148                | 1:28.760                | 6          |
| 7                   | 44 | Lewis Hamilton   | Mercedes                   | 1:29.661                | 1:28.887                | 1:28.766                | 7          |
| 8                   | 16 | Charles Leclerc  | Ferrari                    | 1:29.338                | 1:29.196                | 1:28.786                | 8          |
| 9                   | 63 | George Russell   | Mercedes                   | 1:29.799                | 1:29.140                | 1:29.008                | 9          |
| 10                  | 22 | Yuki Tsunoda     | RB-Honda RBPT              | 1:29.775                | 1:29.417                | 1:29.413                | 10         |
| 11                  | 3  | Daniel Ricciardo | RB-Honda RBPT              | 1:29.727                | 1:29.472                | N/A                     | 11         |
| 12                  | 27 | Nico Hülkenberg  | Haas-Ferrari               | 1:29.821                | 1:29.494                | N/A                     | 12         |
| 13                  | 77 | Valtteri Bottas  | Kick Sauber-Ferrari        | 1:29.602                | 1:29.593                | N/A                     | 13         |
| 14                  | 23 | Alexander Albon  | Williams-Mercedes          | 1:29.963                | 1:29.714                | N/A                     | 14         |
| 15                  | 31 | Esteban Ocon     | Alpine-Renault             | 1:29.811                | 1:29.816                | N/A                     | 15         |
| 16                  | 18 | Lance Stroll     | Aston Martin-Mercedes      | 1:30.024                | N/A                     | N/A                     | 16         |
| 17                  | 10 | Pierre Gasly     | Alpine-Renault             | 1:30.119                | N/A                     | N/A                     | 17         |
| 18                  | 20 | Kevin Magnussen  | Haas-Ferrari               | 1:30.131                | N/A                     | N/A                     | 18         |
| 19                  | 2  | Logan Sargeant   | Williams-Mercedes          | 1:30.139                | N/A                     | N/A                     | 19         |
| 20                  | 24 | Zhou Guanyu      | Kick Sauber-Ferrari        | 1:30.143                | N/A                     | N/A                     | 20         |
| 107% time: 1:35.087 |    |                  |                            |                         |                         |                         |            |
| Fontes:             |    |                  |                            |                         |                         |                         |            |

#### Corrida
| Pos.                                                                                 | N° | Piloto           | Construtor                 | Voltas | Tempo/retirada                  | Grid | Pontos |
| ------------------------------------------------------------------------------------ | -- | ---------------- | -------------------------- | ------ | ------------------------------- | ---- | ------ |
| 1                                                                                    | 1  | Max Verstappen   | Red Bull Racing-Honda RBPT | 53     | 1:54:23.566                     | 1    | 261    |
| 2                                                                                    | 11 | Sergio Pérez     | Red Bull Racing-Honda RBPT | 53     | +12.535                         | 2    | 18     |
| 3                                                                                    | 55 | Carlos Sainz Jr. | Ferrari                    | 53     | +20.866                         | 4    | 15     |
| 4                                                                                    | 16 | Charles Leclerc  | Ferrari                    | 53     | +26.522                         | 8    | 12     |
| 5                                                                                    | 4  | Lando Norris     | McLaren-Mercedes           | 53     | +29.700                         | 3    | 10     |
| 6                                                                                    | 14 | Fernando Alonso  | Aston Martin-Mercedes      | 53     | +44.272                         | 5    | 8      |
| 7                                                                                    | 63 | George Russell   | Mercedes                   | 53     | +45.951                         | 9    | 6      |
| 8                                                                                    | 81 | Oscar Piastri    | McLaren-Mercedes           | 53     | +47.525                         | 6    | 4      |
| 9                                                                                    | 44 | Lewis Hamilton   | Mercedes                   | 53     | +48.626                         | 7    | 2      |
| 10                                                                                   | 22 | Yuki Tsunoda     | RB-Honda RBPT              | 52     | +1 lap                          | 10   | 1      |
| 11                                                                                   | 27 | Nico Hülkenberg  | Haas-Ferrari               | 52     | +1 lap                          | 12   |        |
| 12                                                                                   | 18 | Lance Stroll     | Aston Martin-Mercedes      | 52     | +1 lap                          | 16   |        |
| 13                                                                                   | 20 | Kevin Magnussen  | Haas-Ferrari               | 52     | +1 lap                          | 18   |        |
| 14                                                                                   | 77 | Valtteri Bottas  | Kick Sauber-Ferrari        | 52     | +1 lap                          | 13   |        |
| 15                                                                                   | 31 | Esteban Ocon     | Alpine-Renault             | 52     | +1 lap                          | 15   |        |
| 16                                                                                   | 10 | Pierre Gasly     | Alpine-Renault             | 52     | +1 lap                          | 17   |        |
| 17                                                                                   | 2  | Logan Sargeant   | Williams-Mercedes          | 52     | +1 lap                          | 19   |        |
| Ret                                                                                  | 24 | Zhou Guanyu      | Kick Sauber-Ferrari        | 12     | Problema na Caixa de velocidade | 20   |        |
| Ret                                                                                  | 3  | Daniel Ricciardo | RB-Honda RBPT              | 0      | Colisão                         | 11   |        |
| Ret                                                                                  | 23 | Alexander Albon  | Williams-Mercedes          | 0      | Colisão                         | 14   |        |
| Volta Mais Rápida: Max Verstappen (Red Bull Racing-Honda RBPT) – 1:33.706 (volta 50) |    |                  |                            |        |                                 |      |        |
| Fontes:                                                                              |    |                  |                            |        |                                 |      |        |

Notas
- ↑1  – Inclui um ponto pela volta mais rápida.[5]

## Tabela do Campeonato após a corrida
|        | Pos. | Pilotos          | Pontos |
| ------ | ---- | ---------------- | ------ |
|        | 1    | Max Verstappen   | 77     |
| 1      | 2    | Sergio Pérez     | 64     |
| 1      | 3    | Charles Leclerc  | 59     |
|        | 4    | Carlos Sainz Jr. | 55     |
| 1      | 5    | Lando Norris     | 37     |
| Fonte: |      |                  |        |

|        | Pos. | Construtor                 | Pontos |
| ------ | ---- | -------------------------- | ------ |
|        | 1    | Red Bull Racing-Honda RBPT | 141    |
|        | 2    | Ferrari                    | 120    |
|        | 3    | McLaren-Mercedes           | 69     |
|        | 4    | Mercedes                   | 34     |
|        | 5    | Aston Martin-Mercedes      | 33     |
| Fonte: |      |                            |        |

- Nota: Apenas as cinco primeiras posições estão incluídas em ambos os conjuntos de classificação.